# 老街渓駅
老街渓駅（ろうがいけいえき）は台湾桃園市中壢区にある桃園機場捷運（桃園捷運機場線）の駅。老街渓の東側、中央西路と中豊路の交差点付近の老街渓河浜公園傍に位置する。駅番号は「A22」。

## 歴史
桃園捷運藍線としての計画時は「永興公園駅」という仮称だった。
- 2012年12月28日 - 中壢延伸線起工[4]。（当駅は未着手）
- 2014年
  - 5月6日 - 駅周辺開発事業着手[5]。
  - 6月14日 - 当駅を含むCU04工区起工[4]。
- 2023年
  - 7月14日 - 交通部、駅舎完工を宣布[6]。
  - 7月31日 - 開業[2][1]。延長運行は普通車のみで、直達車は従来通り環北駅で折り返す[7]。

### 今後の予定
- 2028年7月 - 中壢駅まで延伸開業予定[8]。

## 駅構造
地下3層構造で、島式ホーム1面2線を有する地下駅。駅の全長は約126.5mで、幅は約16.3m。地下1階に改札口、地下2階は設備室、地下3階には4両編成の普通車に対応する長さ約80mのホームが設けられる。出入口は2カ所で、どちらにも階段、エスカレーターとエレベーターが設置されるフルスクリーンタイプのホームドア設置駅。出口は2つある。駅周辺に池沼が多かったことから「萍、塘、清、流」をコンセプトに緑化事業が進められ、公共緑地内に天幕（屋根）が設置されている。

### のりば
| 1・2 | 機場線（上り） | 高鉄桃園站・桃園機場(T2・T1)・台北車站方面 |

### 駅出口
- 出口1（南側）：中央西路一段
- 出口2（北側）：老街渓、老街渓河浜公園、永嘉街

## 駅周辺
- 永興公園
- 老街渓（中国語版） - 駅名の由来。
- 米堤大飯店（Kuva Chateau Hotel）
- 桃園市立新明国民小学（中国語版）
- 中壢観光夜市（中国語版）
- 桃園市政府（中国語版）青年事務局

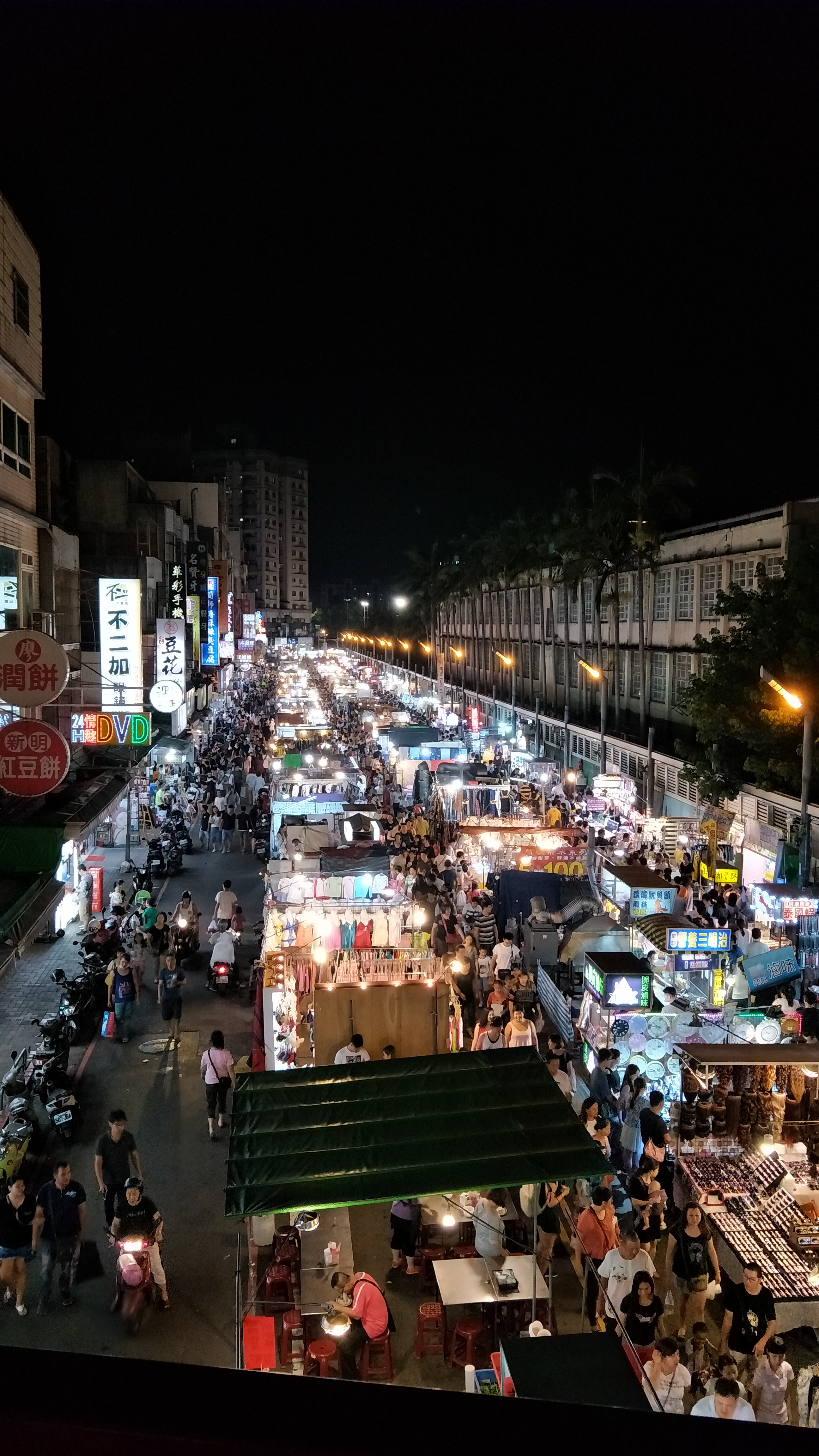
中壢觀光夜市

## バス
停留所は《中央中豐路口》、《永興公園》、《SOGO二館》
- 桃園市市区公車（中国語版）

| 系統 | 事業者   | 区間                 | 備考                                       |
| ---- | -------- | -------------------- | ------------------------------------------ |
| 1A   | 桃園客運 | 桃園 - 内壢 - 中壢   | 《中央中豊路口》に停車。                   |
| 118  | 桃園客運 | 中壢→中壢高中→中壢   | 循環路線。復路のみ《中央中豊路口》に停車。 |
| 703  | 亜通客運 | 中壢 - 大園          | 《SOGO二館》に停車                         |
| 5081 | 桃園客運 | 中壢 - 下洽渓 - 大園 | 《SOGO二館》に停車。                       |
| L208 | 桃園客運 | 大崙紫線             | 《永興公園》に停車。中壢区市民無料バス     |

## 隣の駅
桃園捷運
機場線
■普通車
環北駅 (A21) - 老街渓駅 (A22) - 中壢車站駅 (A23)（建設中）

### 註釈
1. ↑  SOGO二館自体は閉店している